# Nyborg
Nyborg je město na ostrově Fyn ve středním Dánsku. V roce 2019 zde žilo 17 175 obyvatel.

## Historie
První písemná zmínka pochází z roku 1193, jako hrad Nyborg, který dodnes existuje. V 17. století byl Nyborg jedním ze tří hlavních opevněných měst v Dánsku, společně s městy Fredericia a Kodaň. V roce 1867 byla pevnost zrušena a město se rozšířilo za hradby. Mnoho z jižních hradeb města bylo v tomto procesu zničeno a přeměněno na obytné oblasti. Západní a velká část severních hradeb stále existují a tvoří scénu každoročního divadla známého jako Nyborg Voldspil , což je nejstarší venkovní divadlo v Dánsku. V roce 2005 se obnovily plány na rozšíření přístavu Nyborg, který dříve spojoval Fyn a Sjælland trajektem (do roku 1996).

## Partnerská města
- Mariestad
- Kolobrzeg
- Perniö
- Sandnes